# Le Neufbourg
Le Neufbourg – miejscowość i gmina we Francji, w regionie Normandia, w departamencie Manche.
Według danych na rok 1990 gminę zamieszkiwało 508 osób, a gęstość zaludnienia wynosiła 226 osób/km² (wśród 1815 gmin Dolnej Normandii Le Neufbourg plasuje się na 435. miejscu pod względem liczby ludności, natomiast pod względem powierzchni na miejscu 1083.).